# 吴红富
吴红富（1975年—），男，出生于中国内蒙古，受同为高尔夫职业球员的姐姐吴红莲的影响，吴红富于1995年开始接触高尔夫运动，并于1998年正式学习高尔夫。
2005年，吴红富参加中国高尔夫职业教练考试，获得通过。2008年，他正式成为职业球员。

## 巡回赛的中坚力量
2008“大佛杯”中国高尔夫男子职业球员锦标赛期间，吴红富成为赛事黑马，前两轮均获得领先，最终他以以306杆（71-76-78-82），位居并列第6。
此后，吴红富在赛场上继续发力。2011“哈伦能源杯”中国职业高尔夫球男子挑战赛上，吴红富获得第二名，这是他在赛场上的最好名次。 这一名次，让吴红富获得7.5万人民币的奖金。
2013年，吴红富凭借其精彩表现，获得2013年沃尔沃中国公开赛华北资格赛冠军，得以首次入围沃尔沃中国公开赛。他两轮的成绩为146(+2)杆，以1杆优势获得冠军。
2016高尔夫深圳国际赛公开资格赛上，吴红富再接再厉，成功获得深圳国际赛的参赛名额。

## 连续3年晋级沃尔沃中国公开赛
第24届沃尔沃中国公开赛期间，吴红富表现出色，成功晋级决赛，成为六名挺进周末的中国内地球员之一。这是他职业生涯首次晋级欧巡赛。
2018沃尔沃中国公开赛，吴红富再次出击，在次轮交出67杆的佳绩，第二次晋级。
次年，吴红富获得2019沃尔沃中国公开赛并列第55名。  这是他连续第三年晋级。

## 获得2021年横店国际高尔夫精英职业赛队际赛冠军
在由中国高球名将梁文冲发起的2021年横店国际高尔夫精英职业赛上，吴红富/高朋会以54洞198杆（-18）的总成绩，夺得首届赛事队际赛冠军。该项比赛决赛轮出发前，吴红富/高朋会组合还落后领先者3杆，但凭借决赛轮的精彩表现，实现反超，创造历史。